# 林延鳳
林延鳳（1982年4月17日—），中華民國民主進步黨籍政治人物，現任臺北市議會議員，過去長年擔任駐日代表謝長廷秘書。曾任台北市議員阮昭雄議會辦公室主任、立法委員莊瑞雄北區服務處執行長、台北市友善空間協會秘書長。

## 政治生涯
初入政治圈時，擔任謝長廷辦公室秘書。
2022年，投入地方議員選舉，爭取民主進步黨提名參選臺北市第一選舉區（士林區、北投區）。以民調第一（18.62％）通過初選，最終以全區第二高票當選。

## 事件及言論

### 稱羅智強跨選區插旗
時任中國國民黨籍台北市議員羅智強（大安區、文山區）為了推動罷免現任立法委員吳思瑤而跨選區將選舉文宣和印有羅智強名字的春聯懸掛於士林區、北投區部分里辦公室。林延鳳表示羅智強以郵寄將春聯送至各里辦，並懷疑羅智強動機是為參加北投區立法委員選舉，行「假罷免、真參選」之操作。

### 稱條子鴿說謊
退休員警「條子鴿」在臉書發文指控謝長廷之子闖紅燈並遭嗆「你知道我爸是誰嗎?」也為此吞下兩支申誡。林延鳳稱條子鴿說謊，且舉證一份該員警在民國96年任職期間並無因態度不佳為由受懲的紀錄，批「如果是記錯就出來道歉，如果是故意造謠，就不是道歉可以解決的。」

### 稱陳思宇占用公共資源選舉造勢
林延鳳稱陳思宇在2022年台北燈節之北市觀傳局長任期內，利用職務之便事先將活動路線規畫於自家和友人土地周遭，甚至印上其照片的廣告，是為年底議員選舉布局。控訴陳思宇不當利用公家資源，行選舉造勢之舉。

## 選舉紀錄
| 年度 | 選舉屆數               | 選舉區           | 所屬政黨   | 得票數 | 得票率 | 當選標記 | 備註 |
| ---- | ---------------------- | ---------------- | ---------- | ------ | ------ | -------- | ---- |
| 2022 | 第十四屆臺北市議員選舉 | 臺北市第一選舉區 | 民主進步黨 | 23,427 | 8.51%  |          |      |

## 外部連結
- 林延鳳的Facebook專頁
- 林延鳳的Instagram帳戶